# Iphinoe pigmenta
Iphinoe pigmenta är en kräftdjursart som beskrevs av Kurian 1961. Iphinoe pigmenta ingår i släktet Iphinoe och familjen Bodotriidae. Inga underarter finns listade i Catalogue of Life.